# Juan-les-Pins

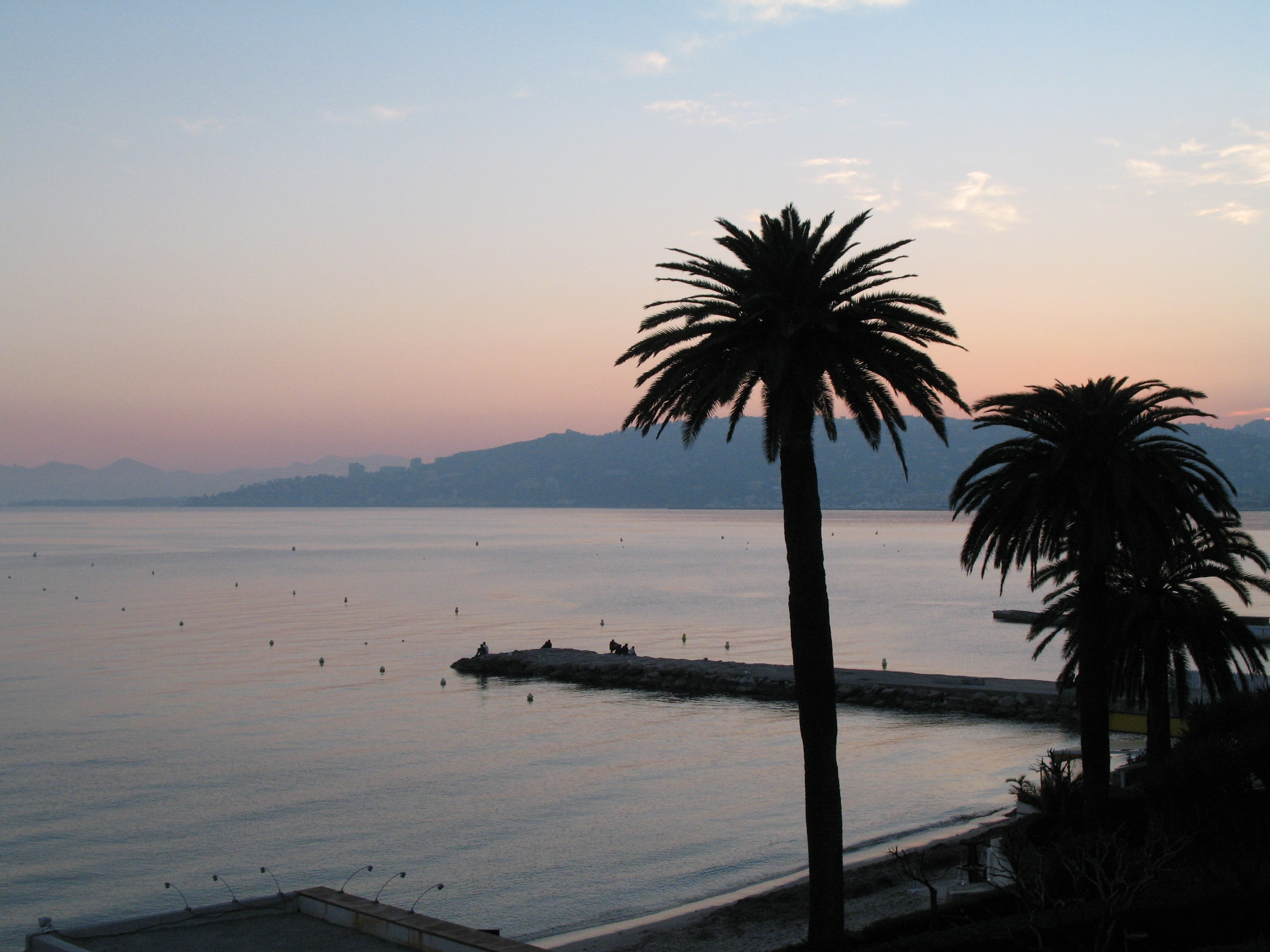
Praia de Juan-les-Pins

Juan-les-Pins é uma cidade da comuna de Antibes, no departamento de Alpes-Maritimes, no sudeste da França, na Costa Azul. Está situada entre Nice e Cannes, a 13 km do Aeroporto Internacional Nice-Côte d'Azur.
É um destino turístico popular entre os nomes mais conhecidos do jet-set internacional, dispondo de restaurantes  e praia de areia de grão fino, em pequenas enseadas. Atende um público familiar. 

## História
Situada a oeste de Antibes, na encosta ocidental das colinas, a meio caminho da aldeia piscatória de Golfe-Juan (onde Napoleão Bonaparte desembarcou em 1815), era uma área com grande quantidade de pinheiros, onde os habitantes de Antibes iam dar passeios, fazer piqueniques à sombra e obter lenha.
A povoação recebeu o nome de Juan-les-Pins em 12 de março de 1882. A ortografia Juan, em vez do habitual em língua francesa, Jean, provém da língua occitana. Outros nomes discutidos foram Héliopolis, Antibes-les-Pins e Albany-les-Pins.
Em 1883 decidiu-se construir uma estação ferroviária em Juan-les-Pins, na linha Paris-Lyon-Mediterrâneo (PLM).

## Cidades geminadas
- Nova Orleães, Estados Unidos.
- Eilat, Israel.